# Stylidium acuminatum
Stylidium acuminatum är en tvåhjärtbladig växtart. Stylidium acuminatum ingår i släktet Stylidium och familjen Stylidiaceae.

## Underarter
Arten delas in i följande underarter:
- S. a. acuminatum
- S. a. meridionalis